# Estação Coelho Neto
A Estação Coelho Neto é uma estação da Linha 2 do metrô do Rio de Janeiro. Foi criada em 1981, mas passou mesmo a funcionar em setembro de 1998. Encontra-se situada a cerca de 250 metros de distância da antiga estação de trem de Coelho Neto, aberta, em 1883, pela Estrada de Ferro Rio d'Ouro, e atualmente convertida em uma moradia, após o fim da ferrovia. O nome é em decorrência do bairro homônimo, uma homenagem a Henrique Maximiano Coelho Neto, escritor e imortal da Academia Brasileira de Letras.

## Acessos
Os 2 acessos da estação se chamam: 
Acesso A - Avenida Brasil
Acesso B - Praça Virgínia Cidade.